# 联合国东帝汶综合特派团
联合国东帝汶综合特派团（英語：United Nations Integrated Mission in East Timor，缩写），是根据联合国安理会第1704号决议的要求，于2006年8月25日设立的。其目的是：支持该国政府“巩固稳定，加强民主施政的文化，协助东帝汶各利益攸关方进行政治对话，以期努力实现全国和解，促进社会融合。”联合国安理会在其后数次延长东帝汶综合团的任期，分别至2008年2月26日、2009年2月26日和2010年2月26日，最近一次延期至2011年2月26日。该组织领导人为印度阿图尔·哈雷。

## 已完成的任务
联合国东帝汶特派团（简称：东帝汶特派团、UNAMET，1999年6月至10月）的任务是组织和进行一次全民协商，以确定东帝汶人民是否接受在印度尼西亚内的特别自治，或拒绝特别自治而使东帝汶从印度尼西亚分离。东帝汶特派团是一个政治特派团。
在东帝汶拒绝特别自治后，联合国安理会建立了联合国东帝汶过渡行政当局（简称：东帝汶过渡当局、UNTAET，1999年10月至2002年5月），只负责在东帝汶向独立过渡期间行使行政权力。
东帝汶独立后，联合国安理会建立了联合国东帝汶支助团（简称：东帝汶支助团、UNMISET，2002年5月至2005年5月）。其任务是协助新独立的东帝汶，直到所有业务职责完全移交给东帝汶当局，并使新的国家实现自给自足。
东帝汶支助团完成维和行动撤出后，再次新建立了一个政治特派团，联合国东帝汶办事处（简称：联东办事处、UNOTIL，2005年5月至2006年8月），以支持东帝汶发展重要的国家机构和警察、提供遵守民主施政和人权的培训。